# Colinet de Lannoy
Pour les articles homonymes, voir Lannoy (homonymie).
 (août 2022).
Colinet de Lannoy (mort avant le 6 février 1497) est un musicien et un compositeur français de la fin du XVe siècle. 

## Biographie
On connaît peu de détails sur sa vie, et il est parfois confondu avec d’autres musiciens de la fin du XVe siècle, nommés « Lannoy ou « Lanoy » : Jehan (ou Jean) et David actifs à la cour de France, et « Karolus de Lannoy » actif à Bourges.
Colinet de Lannoy est l’un des chanteurs et compositeurs à la chapelle du duc de Milan Galéas Marie Sforza. Mais l’assassinat du duc le 26 septembre 1476 et la décision de sa veuve Bonne de Savoie de supprimer la chapelle met fin à cette carrière et il rentre en France avec d’autres musiciens français employés par la chapelle ducale : il figure avec Loyset Compère, Johannes Martini, Jean Fresneau et Jean Japart sur un laissez-passer en date du 6 février 1477.
On ne sait si Lannoy rejoint la France comme Compère ou Ferrare comme Japart. Une de ses chansons connues étant en néerlandais, on a aussi supposé qu’il a rejoint les Pays Bas.
Selon un vers de l’élégie de Guillaume Crétin, Déploration sur la mort de Jean de Ockeghem (le 6 février 1497), il est mort avant cette date.

## Œuvres
Seules deux chansons, l'une en français et l'autre en néerlandais, sont attribuées sûrement à Colinet de Lannoy
- Cela sans plus
- Adieu natuerlic leven mijn

Une autre pièce est considérée comme une composition probable : un fragment de messe à trois voix, attribuée à « Lanoy » dans un manuscrit qui la conserve et dont le style est cohérent avec celui des deux chansons.